# Pseudogaurax interruptus
Pseudogaurax interruptus är en tvåvingeart som först beskrevs av Becker 1912.  Pseudogaurax interruptus ingår i släktet Pseudogaurax och familjen fritflugor. Inga underarter finns listade i Catalogue of Life.